# August von Pettenkofen
Le chevalier August Xaver Karl von Pettenkofen, né le 10 mai 1822 à Vienne (Autriche) et mort le 21 mars 1889 dans cette même ville, est un peintre, illustrateur et graveur autrichien.

## Biographie
Petenkofen est le fils d'un grand propriétaire terrien et homme d'affaires galicien, Anton Pettenkofen, et de son épouse, née Maria Anna von Nespern. Après la mort de son père, il est élevé à Vienne avec son cousin, le futur poète Ferdinand von Saar. Il fait son service militaire entre 1841 et 1843. Il est ensuite élève à l'académie des beaux-arts de Vienne, auprès de Leopold Kupelwieser et plus tard de Franz Eybl. Il se spécialise alors dans la peinture de genre du Biedermeier viennois.
Il devient à partir de 1848 illustrateur de l'armée dans le style de Carl Schindler. C'est à cette époque qu'il séjourne au village de Szolnok en Hongrie, ce qui aura une influence décisive pour sa vie d'artiste. Il se rend à Paris en 1852 et entre en contact avec l'école de Barbizon et les peintres paysagistes de la capitale.
Il retourne à Vienne en 1866, où il est accueilli par l'académie. Il est fait membre d'honneur de l'académie des beaux-arts de Munich en 1872, et chevalier en 1876. De 1870 à 1880, il voyage tous les ans à Venise. Il est ami de Ludwig von Hagn. Son assistant est Eugen Jettel.
Il meurt en 1889 au sanatorium Loew de Vienne et une rue de la capitale impériale est baptisée à son nom en son honneur. Il nomme les quatre sœurs Müller héritières de son testamtent dont Bertha et Marie Müller qu'il avait aidé dans leurs carrières de peintres.

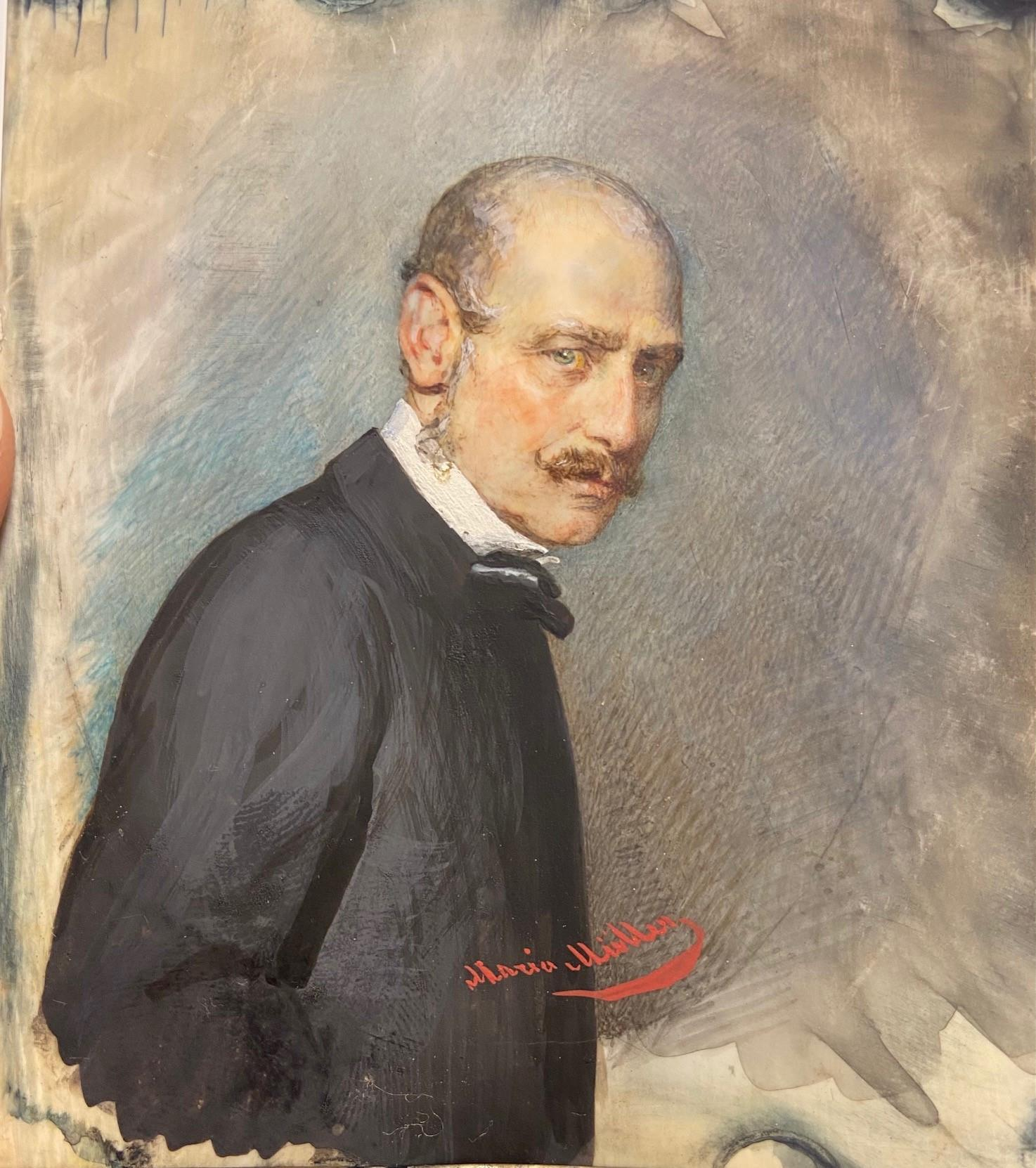
Portrait d'August von Pettenkofen par Marie Müller vers 1890

Il est enterré au cimetière central de Vienne avec Leopold Carl Müller. Son tombeau est l'œuvre de Viktor Tilgner.

## Œuvre
Pettenkofen est l'un des peintres de genre parmi les plus réputés de l'époque de la double-monarchie. En plus de scènes de genre du petit peuple viennois, il peint également des scènes villageoises et des scènes de soldats de petit format. Il excelle dans la représentation de marchés hongrois ou slovaques, ainsi que de scènes de fermes. Il fonde l'école de Szolnok, cercle de peintres en Hongrie. Il peint également des paysages influencés par l'école autrichienne.
- Voleurs dans un champ de maïs, 1852, huile sur carton, 26 × 23 cm, Wallace Collection, Londres[2]

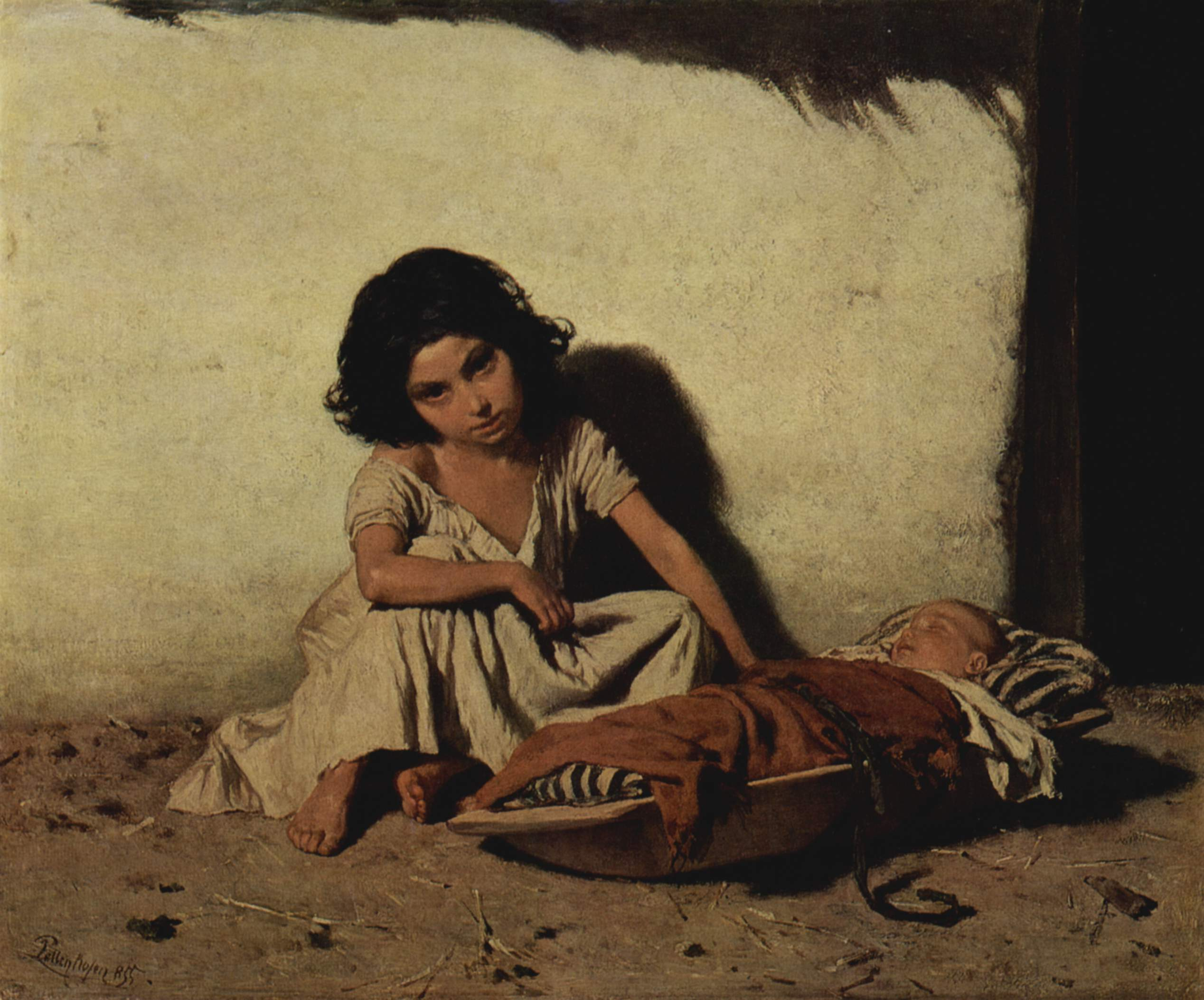
Deux enfants tziganes, huile sur toile 22cm × 27cm, musée de l'Ermitage de Saint-Pétersbourg (1855)
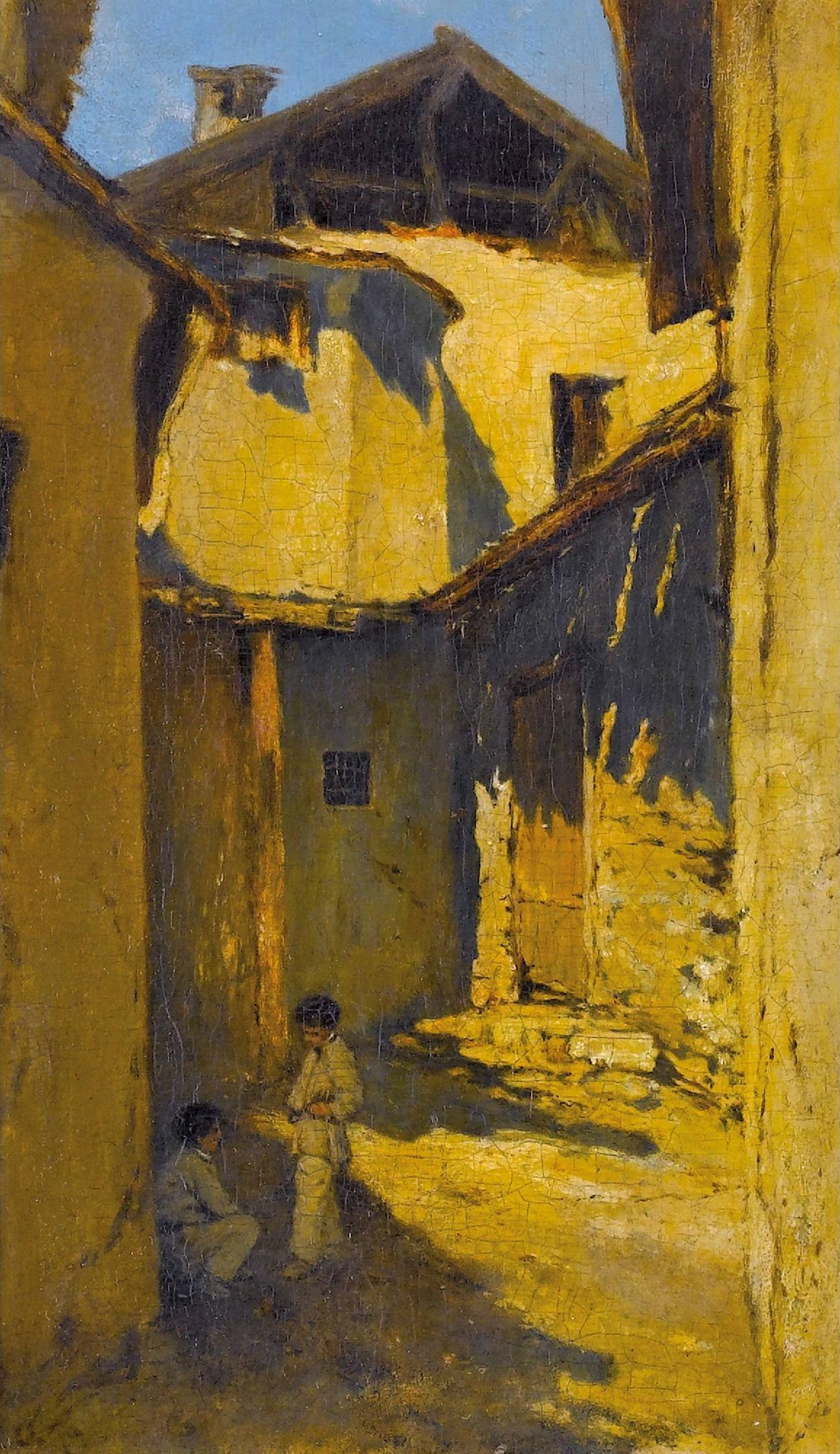
Cour à Venise (1840)
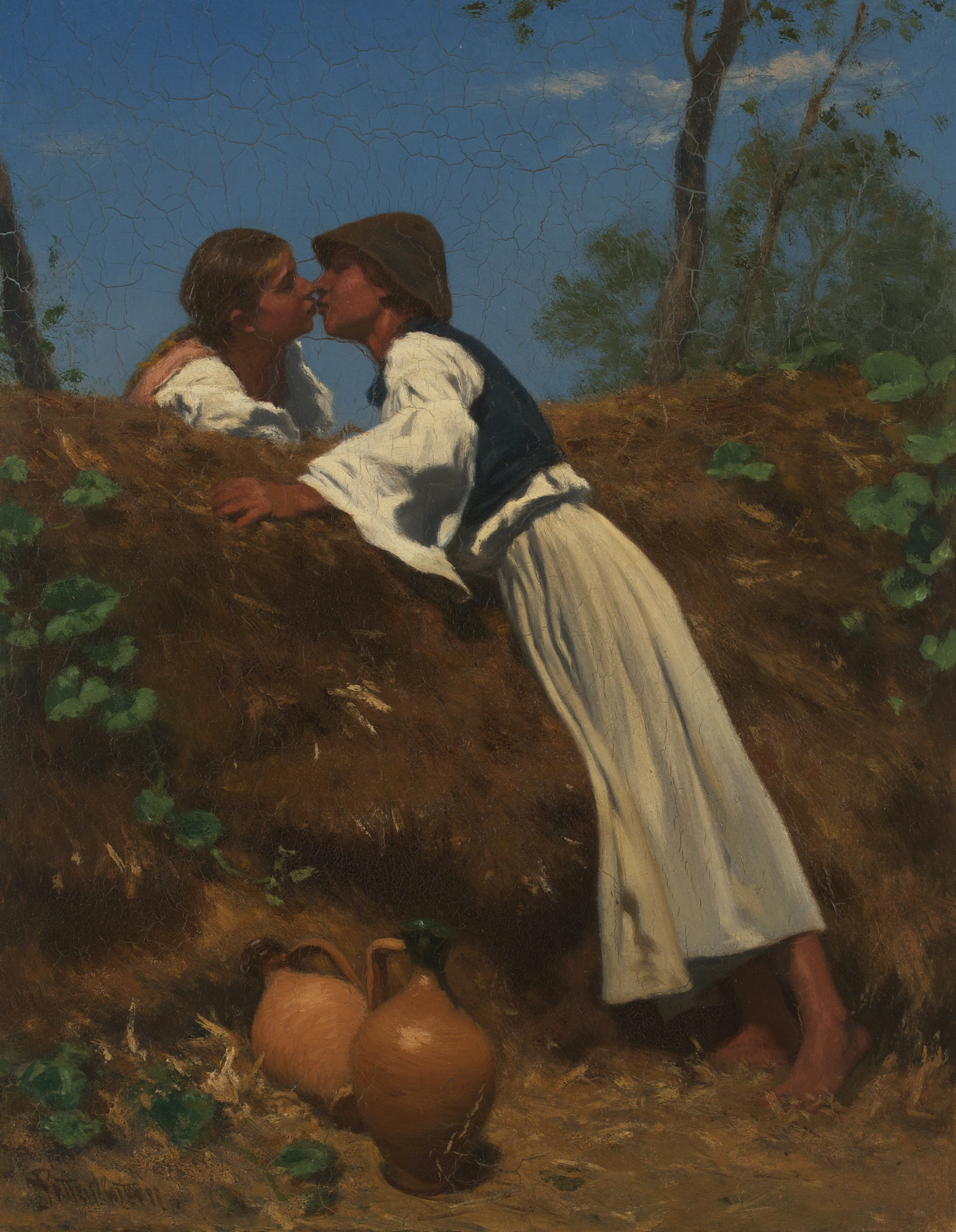
Le baiser II, 1864, Belvedere, Vienne
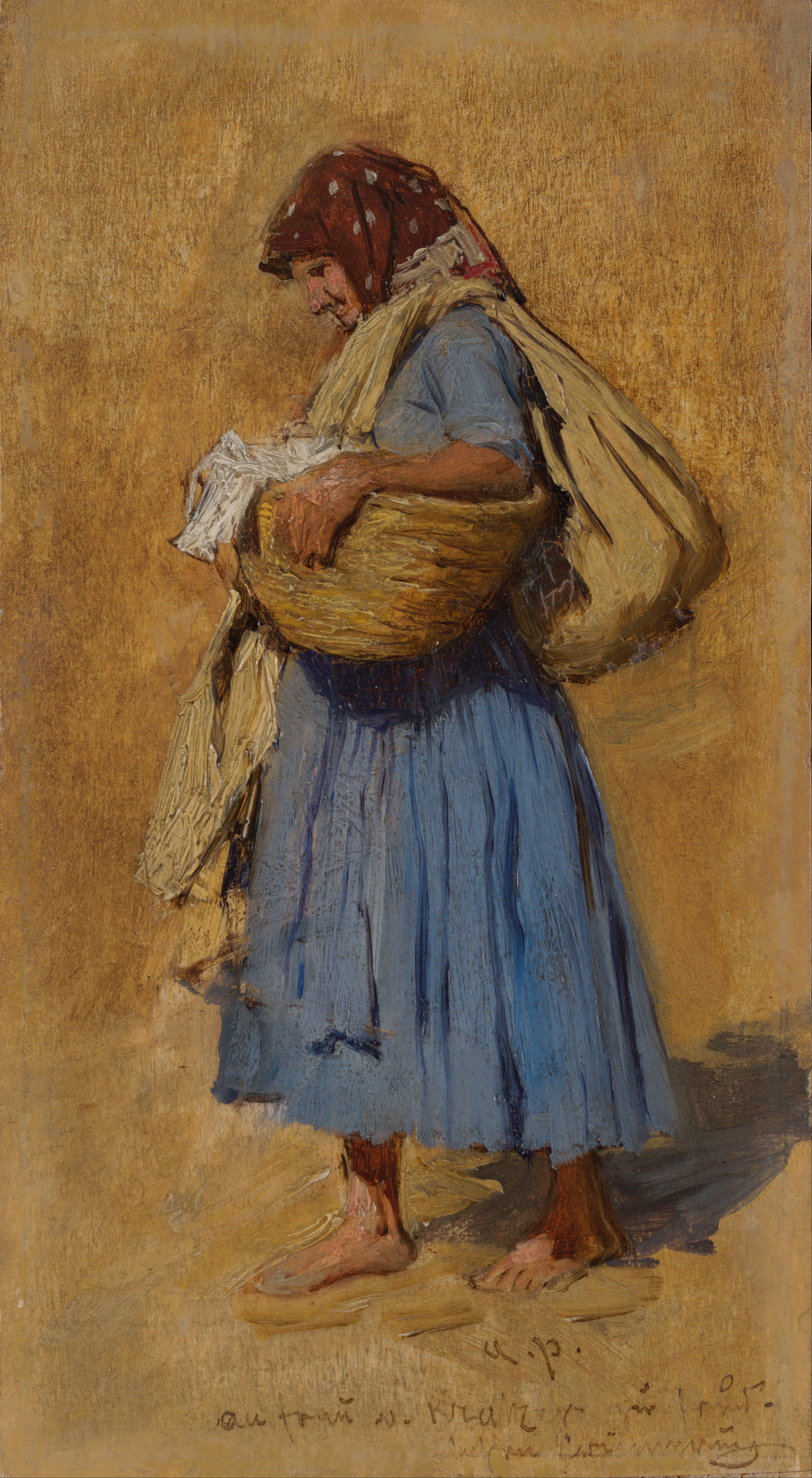
Paysanne se mouchant le nez (c. 1870 - 1875)
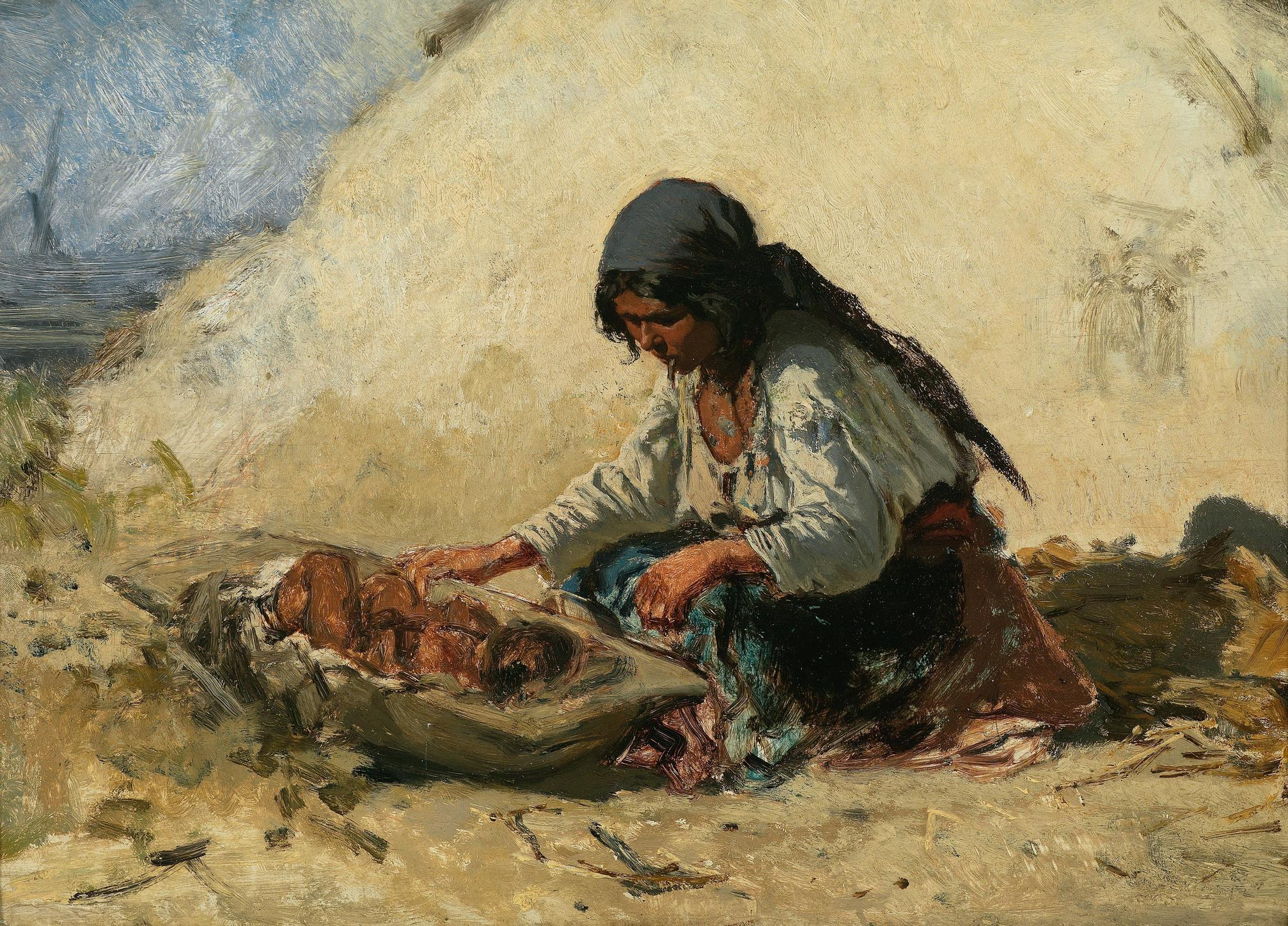
Tzigane lavant un bébé dans une baignoire en bois.
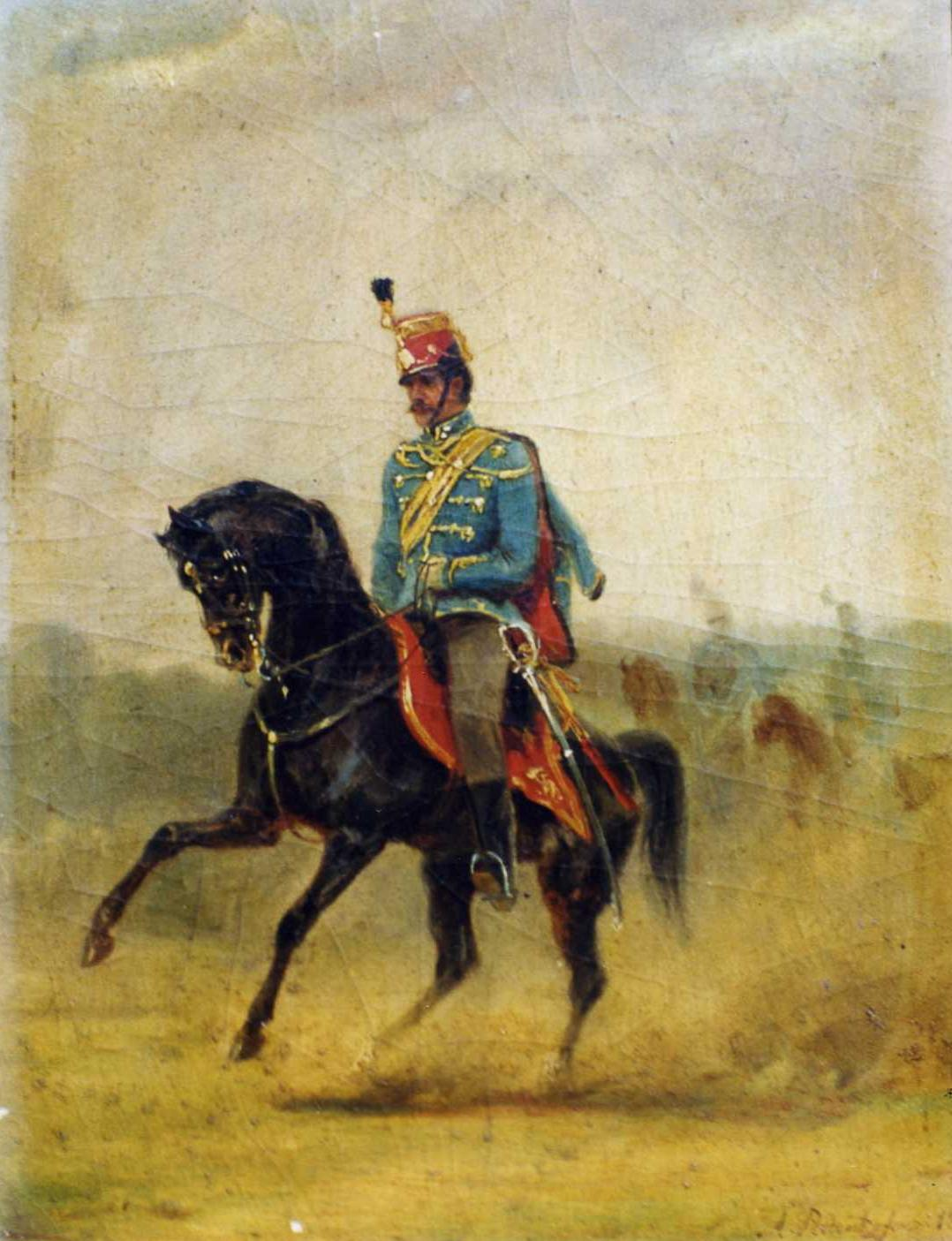
Hussard hongrois (1857)
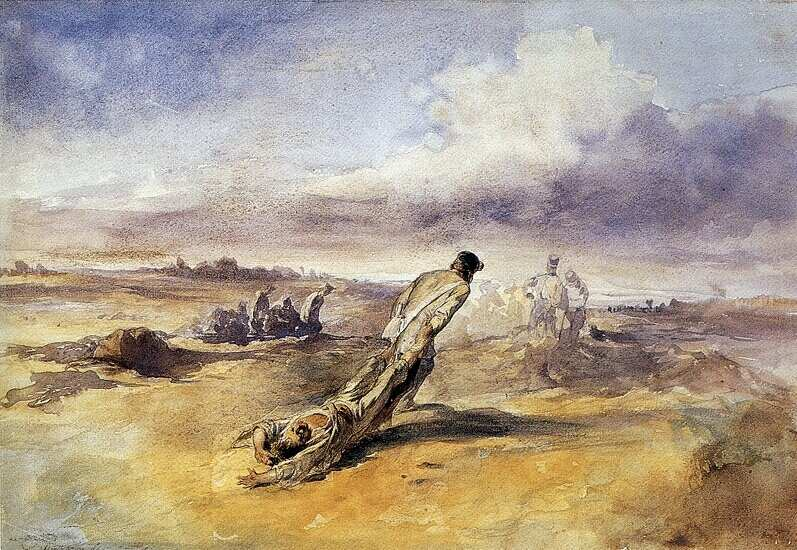
Funérailles (1849)